# Ramon Llull
Ramon Llull (transcriere fonetică: [rəˈmon ˈʎuʎ], n. 1232, Palma, Insulele Baleare⁠(d), Spania – d. 1316), cunoscut și sub variantele Raymond Lully, Raymond Lull, în latină Raimundus sau Raymundus Lullus, iar în spaniolă Raimundo Lulio, a fost filosof, poet, teolog mistic și misionar catalan din secolul al XIII-lea. Este considerat primul autor care a folosit o limbă neoromanică în Europa; prin opera vastă (256 de lucrări filozofice, teologice și mistice etc.) a pus bazele limbii catalane literare. Eticheta de alchimist i-a fost atribuită în mod eronat în urma apariției unor opere pseudoepigrafice.

## Biografie
S-a născut imediat după cucerirea insulei (1229) de către regele catalan al Regatului Aragon, Jaume I. Familia sa a fost înnobilată în urma participării la eliberarea insulei Mallorca de musulmani. Pâna la vârsta de 31 de ani a dus o viață în conformitate cu statutul său la curtea regală din Mallorca. Potrivit documentelor epocii, a fost căsătorit și a avut doi copii. Biografia lui ne este cunoscută mai ales datorită operei sale Vita coetanea. Astfel, la 31 de ani, în timp ce scria o poezie dedicată unei dame, a avut o viziune cu Isus Cristos Crucificat, experiență care s-a mai repetat de încă patru ori. În urma acestora, ia hotărârea să se dedice vieții religioase, își abandonează familia și stilul de viață pe care îl dusese până atunci. Din acest moment, își dedică viața următoarelor trei scopuri: să-i convertească pe necredincioși la catolicism chiar cu prețul martiriului, să scrie o carte în care să combată erorile credinței lor și să fondeze școli-mănăstiri unde să se învețe arabă și alte limbi orientale. Pentru a duce la îndeplinire aceste obiective, învață limba arabă de la un sclav musulman. 
O perioadă duce o viață ascetică în timpul căreia, conform operei Vita coetanea, îi va fi revelată Arta: un sistem care demonstrează, prin intermediul argumentelor raționale, adevărul principiilor religiei catolice bazat pe logica combinatorie. Principalele opere în care-și explică Arta sunt: Llibre de contemplació en Déu (1273-1274) i Art abreujada de trobar veritat (1274). Din acest motiv va fi cunoscut cu titlul de Doctor Illuminat. Își dedică restul vieții răspândirii Artei sale vizitând principalele curți regale și curtea papală.
Pe deplin convins de misiunea sa, călătorește în nordul Africii unde poartă conversații cu teologii musulmani despre credință.
În anul 1315 se află într-o călătorie misionară in Tunisia. Anul următor, 1316, la vârsta de 83 sau 84 de ani, moare. Nu se știe cu exactitate locul morții, dar conform unei legende populare se presupune ca ar fi murit lapidat în Tunisia, intrând astfel, în rândul martirilor. A fost ridicat la rangul de Beat (statut imediat anterior celui de sfânt în ierarhia catolică) iar în anul 2016, la 700 de ani după moartea lui, va fi sanctificat de Vatican, primind de asemenea și titlul de Doctor.
În total, s-au păstrat 265 de opere scrise în catalană, latină și arabă; scrierile sale având un caracter doctrinal
După moartea sa, au apărut școli luliene pe teritoriul actualelor state: Franța, Spania, Italia chiar și Rusia.
Raționamentul său bazat pe logica combinatorie, a influențat personalități precum Giordano Bruno și Leibniz.
Ramon Llull a scris în limbile latină, arabă și catalană. A fost creatorul prozei literare catalane.
Începând cu anul 2001 este patronul inginerilor informaticieni din Spania, fiind sărbătorit pe 27 noiembrie.

## Ediții în limba română
- Ars Brevis, trad. și comentarii de Jana Balacciu Matei, introducere de Josep E. Rubio Albarracin, Editura Polirom, Iași, 2015.

Ars brevis este forma condensata a sistemului logic conceput de Ramon Llull (Raimundus Lullus) pentru a sprijini eforturile misionare ale crestinismului de traditie latina din epoca. Convins ca cel mai adecvat instrument este un rationament bazat pe un sistem dialectic de definitii, principii si reguli de combinare, capabil sa se constituie intr-o stiinta universala, el a rafinat de-a lungul intregii sale vieti acest sistem, pe care l-a numit „arta”. Scrierile lui Ramon Llull au avut un ecou imens, dupa cum o dovedeste raspindirea „lullismului” in intreaga Europa Occidentala inca din timpul vietii autorului, iar Ars a ramas un punct de referinta in toate incercarile de descoperire a unui limbaj universal in secolele al XVII-lea si al XVIII-lea.
- Cartea minunilor (Llibre de meravelles), trad. de Jana Balacciu Matei, prefață de Joan Santanach Suñol, Editura Meronia, 2016.

Un homo viator, un peregrin medieval aparte, Felix, personajul lui Ramon Llull, își trăiește viața străbătând lumea spre a se „minuna”, spre a se și a întreba de ce, cum, pentru ce există în lume atâtea minuni. Minuni nu în sensul de miracole, ci de fapte surprinzătoare, care vorbesc mai mult despre dezordinea lumii, despre îndepărtarea omului de cauza și scopul creației. Aparte vor fi și explicațiile primite de la înțelepții întâlniți: prin pilde, ca să înțeleagă mai ușor rațiunile divine ale lumii și, înțelegându-le, să și le amintească și să le iubească. Și să le împărtășească celorlalți, misiune pe care o va prelua, mereu și mereu, un nou Felix, care să se întrebe și să ne învețe să ne întrebăm. Cum o face și astăzi, la 700 de ani după moarte, gânditorul și scriitorul catalan Ramon Llull, neobosit și mereu viu homo viator.
- Cartea contemplării lui Dumnezeu (Llibre de contemplació en Déu), trad. de Jana Balacciu Matei, prefață de Josep E. Rubio Albarracin, Editura Meronia, București, 2013.

Cartea contemplării lui Dumnezeu este prima dintre lucrările lui Ramon Llull consacrate găsirii unei „arte” sau metode de a-l cunoaște și iubi pe Dumnezeul cel adevărat, al creștinilor.Este o artă a contemplării făcută în realitate ca sumă a diferite arte, toate orientate spre ceea ce Llull numește „prima intenție”: cunoașterea, iubirea și slujirea lui Dumnezeu și care exprimă finalitatea, motivul, rațiunea ultimă pentru care omul există (pentru care l-a creat Dumnezeu). Aceste arte includ tehnici pentru disputele cu necredincioșii, pentru a alcătui discursuri bune, pentru a învăța să-ți iubești dușmanii, pentru consolarea de nenorociri etc. Toate însă converg spre modul de a deprinde (și de a transmite) cunoașterea și iubirea adevăratului Dumnezeu.
- Blaquerna, trad. de Jana Balacciu Matei, introducere de Joan Santanach Suñol, Editura Meronia, București, 2011.

Ceea ce se înfățișează aici este, nici mai mult, nici mai puțin, reforma completă a Bisericii, prin ea, a creștinătății și, în fond, a întregii omeniri. Dar, conștient de capacitatea de seducție a literaturii, Llull a folosit-o cu o măiestrie greu de egalat. Blaquerna nu este un text doctrinar rece și schematic, ci o narațiune vie, pasionantă, care ne captează prin forța povestirii și îndrăzneala problematicii.
- Cartea păgânului și a celor trei înțelepți (Llibre del gentil i els tres savis), trad. de Jana Balacciu Matei, introducere de Armand Puig i Tàrrech, Editura Meronia, București, 2011.

Traducerea românească a acestei lucrări va arăta cititorilor că Llull se situează într-un registru diferit de cel al Sfântului Toma, că este un exponent al adevărurilor credinței creștine, dar și un gânditor convins de importanța vitală a dialogului intelectual cu evreii și musulmanii. La sfârșitul cărții, „gentilul”, adică păgânul, care ascultă argumentele celor trei învățați (evreu, creștin și musulman), va obține lumina asupra a ceea ce căuta și se va fi confruntat cu întrebarea despre adevăr. În Llull triumfă rațiunea iluminată de credință și credința iluminată de rațiune, potrivit aforismului Sfântului Anselm: Intellectus quaerens fidem, fides quaerens intellectum. Credința, însă, nu este pentru Llull o afirmare fideistă generică, ci o mărturisire reală a lui Dumnezeu Întreit, a Tatălui, Fiului și Sfântului Spirit: un singur Dumnezeu în trei persoane. Această mărturisire nu se bazează pe un sistem de autorități ─ pe care îl acceptă doar cei ce aparțin unei anumite credințe ─ ci pe rațiuni necesare, pe dragostea pentru adevăr și pe forța adevărului. Evreii, creștinii și musulmanii cred într-un Dumnezeu unic, dar trebuie arătată noblețea viziunii creștine asupra lui Dumnezeu. La această viziune se ajunge prin folosirea corectă a rațiunii care devine, în ultimă instanță, un dar divin ce permite oricărei ființe umane să ajungă la cunoașterea adevărului. Nu este vorba de „credință pur și simplu”, ci de „credință prin înțelegere”. În felul acesta, crede Llull, nimeni nu va părăsi credința în Domnul Isus Cristos, iar credința nu va părăsi pe nimeni. Mai mult, credința, fecundată de dragoste, va deveni centrul și motorul vieții.
- Doctrina pueril. Despre educația copiilor, trad. de Jana Balacciu Matei, introducere de Joan Santanach, Editura Meronia, București, 2016.

Doctrina pueril, apelând la vechea schemă a tatălui care-și educă fiul, se adresează exclusiv laicilor puțin instruiți, explicându-le, într-o primă, amplă, parte, bazele credinței creștine și oferindu-le indicații asupra comportamentului adecvat. O a doua parte are o structură variat enciclopedică, cu informații despre religiile monoteiste, despre disciplinele incluse în „curicula” medievală,  despre principalele îndeletniciri ale omului epocii etc. De aceea potențele sufletului solicitate sunt, în primul rând, voința și memoria: crede și iubește-l pe Dumnezeu și tot ce derivă din calitatea de bun creștin și amintește-ți ce ți se spune! Celor care aveau să-și continue instrucția, cartea lui Llull le oferea pregătirea pentru o viitoare înțelegere a lumii și a lui Dumnezeu. Celor care aveau să rămână cu o instrucție precară, le oferea fundamentele credinței și sfaturi pentru comportamentul conform preceptelor ei, calea sigură pentru salvare, mântuire. Pentru noi, astăzi, cum punctează Joan Santanach, profesor la Universitatea din Barcelona, prefațatorul cărții, Doctrina pueril rămâne „o sinteză cu totul aparte a fundamentelor religioase și ideologice ale Europei Occidentale medievale”.